# 6B7
O 6B7 é um capacete balístico das Forças Armadas Russas. Sendo o primeiro capacete de aramida do exército russo, foi utilizado como substituto do capacete SSh-68. Foi adotado no ano 2000 como parte do programa Borit-M.

## Projeto
O capacete 6B7 foi desenvolvido como parte do programa Borit-M na década de 1990 pela NII Stali. O programa Borit foi iniciado na segunda metade da década de 1980 com a tarefa de desenvolver um novo capacete composto para o exército soviético, em resposta aos capacetes PASGT dos EUA.
O 6B7 é o capacete composto de primeira geração em serviço no exército russo, sendo feito de um composto de tecido de aramida e polímero. A eliminação do aço como material permitiu tornar o capacete mais leve em comparação com o SSh-68 anterior.
O capacete oferece proteção Br1 de acordo com o sistema GOST russo.

## Variantes
- 6B7 – capacete original da NII Stali.
- 6B7-1 – capacete desenvolvido e produzido pela Armokom com base no 6B7.[3][4] As principais mudanças foram feitas no sistema de suspensão.[1]
- 6B7-1M – modificação do 6B7-1 pela Armokom.[5] O formato foi ligeiramente alterado, assim como o peso ligeiramente reduzido (1,1–1,15 kg, dependendo do tamanho).[6] Mais melhorias no sistema de suspensão.[1]

## Operadores
- Rússia
- Uzbequistão[7]

### Ex-operadores
- Síria